# ワッツタックス/スタックス・コンサート
『ワッツタックス/スタックス・コンサート』（原題: Wattstax）は、1972年8月20日にロサンゼルス・メモリアル・コロシアムで行われたコンサートを記録したドキュメンタリー映画。
第31回ゴールデングローブ賞のドキュメンタリー賞にノミネートされた。

## 概要
1965年8月11日から8月17日にかけて、カリフォルニア州ワッツ市（その後、ワッツ市はロサンゼルス市に吸収される）で大規模な暴動事件が起こる。そのワッツ暴動から7年後、ワッツ地区の人々を称えるためにスタックス・レコードはロサンゼルス・メモリアル・コロシアムでのコンサートを企画した。1972年8月20日に開催されたコンサート「ワッツタックス」は、開演の午後3時から午後10時までのあいだに10万人を集客したと言われている。そしてそのほとんどがアフリカ系アメリカ人であった。入場料は誰でも入れるよう1ドルに抑えられた。
翌1973年、コンサートを収録した本作品がスタックス・レコードによって制作され、公開された。
2004年9月、DVD化された（本国）。

## 映画に収録された音楽（登場順）
|    | 曲名                                              | 演奏者                                   | 時間    | 備考                    |
| -- | ------------------------------------------------- | ---------------------------------------- | ------- | ----------------------- |
| 1  | Whatcha See Is Whatcha Get                        | ザ・ドラマティックス                     | 0:45    | クレジットタイトルのBGM |
| 2  | Oh La De Da                                       | ザ・ステイプル・シンガーズ               | 6:46    |                         |
| 3  | We the People                                     | ザ・ステイプル・シンガーズ               | 8:33    |                         |
| 4  | 星条旗                                            | キム・ウェストン                         | 11:07   |                         |
| 5  | Lift Ev'ry Voice and Sing                         | キム・ウェストン                         | 17:50   |                         |
| 6  | Someone Greater Than I                            | ジミー・ジョーンズ                       | 21:17   |                         |
| 7  | Lying on the Truth                                | ランス・アレン・グループ                 | 23:10   |                         |
| 8  | Peace Be Still                                    | ジ・エモーションズ                       | 25:05   | 教会での演奏            |
| 9  | Old-Time Religion                                 | ウィリアム・ベル、ルイス・マッコードほか | 30:11   |                         |
| 10 | Respect Yourself                                  | ザ・ステイプル・シンガーズ               | 33:23   |                         |
| 11 | Son of Shaft/Feel It                              | バーケイズ                               | 40:16   |                         |
| 12 | I'll Play The Blues For You                       | アルバート・キング                       | 47:29   |                         |
| 13 | Walking the Back Streets and Crying               | リトル・ミルトン                         | 51:25   |                         |
| 14 | Jody's Got Your Girl and Gone                     | ジョニー・テイラー                       | 54:57   | ライブハウスでの演奏    |
| 15 | I May Not Be What You Want                        | メル・アンド・ティム                     | 1:01:49 |                         |
| 16 | Pick Up the Pieces                                | カーラ・トーマス                         | 1:05:14 |                         |
| 17 | Breakdown                                         | ルーファス・トーマス                     | 1:10:58 |                         |
| 18 | ドゥ・ザ・ファンキー・チキン                      | ルーファス・トーマス                     | 1:15:11 |                         |
| 19 | (If Loving You Is Wrong) I Don't Want to Be Right | ルーサー・イングラム                     | 1:24:02 |                         |
| 20 | 黒いジャガーのテーマ                              | アイザック・ヘイズ                       | 1:32:04 |                         |
| 21 | Soulsville                                        | アイザック・ヘイズ                       | 1:36:55 |                         |
| 22 | Lift Ev'ry Voice and Sing                         | キム・ウェストン                         | 1:41:19 | エンドロールのBGM       |

## その他
- 映画には収録されなかったが、エディ・フロイドやソウル・チルドレンも演奏を行った。またアイザック・ヘイズはビル・ウィザーズの「エイント・ノー・サンシャイン」のカバーを披露している。

- 市民権活動家で牧師のジェシー・ジャクソンは開幕の演説とアイザック・ヘイズの紹介を行っている。

- 映画は演奏と市民へのインタビューが交互に映し出されるが、コメディアンのリチャード・プライヤーの寸劇とモノローグが何度も登場する。

## 関連事項
- ワッツ暴動
- スタックス・レコード